# Adama Ouane
Pour les articles homonymes, voir Ouane.
Adama Ouane, né le 6 juin 1948 à Bandiagara, est un universitaire et homme politique malien.

## Biographie
Ancien fonctionnaire de l'Unesco, Adama Ouane est titulaire d'un doctorat d'État en sciences linguistiques appliquées obtenue à l'Institut de linguistique de l'Académie soviétique des sciences de Moscou.
Professeur d'université, il a par ailleurs beaucoup agi dans la consultation auprès des organismes internationaux tels l’UNICEF, le PNUD, l'OIF et la Banque mondiale sur les questions d'alphabétisation, d'éducation non formelle et d'utilisation des langues nationales.
Rédacteur en chef, puis président du comité international de rédaction de la Revue internationale de l’éducation entre 1985 et 2011. Adama Ouane est membre de l'International Adult and Continuing Education Hall of Fame (IACEHOF) de l'université d'Oklahoma aux États-Unis.
Le 25 avril 2012, il devient ministre de l'Éducation, de l'Alphabétisation et de la Promotion des langues nationales dans le premier gouvernement de Cheick Modibo Diarra, avant d'être reconduit dans le deuxième gouvernement de Modibo Diarra le 20 août 2012. Bocar Moussa Diarra lui succède le 15 décembre 2012.
En plus des langues nationales fulfuldé et bambara et du français, Adama Ouane parle couramment l'anglais, le russe et l'allemand.
Le 1er avril 2015, il succède à Clément Duhaime au poste d'administrateur de l'Organisation internationale de la Francophonie (OIF). Il est nommé à ce poste par la secrétaire générale Michaëlle Jean pour une durée de quatre ans.